# ARBÖ Gebrüder Weiss-Oberndorfer/Saison 2012
Dieser Artikel listet Erfolge und Fahrer des Radsportteams ARBÖ Gebrüder Weiss-Oberndorfer in der Saison 2012 auf.

## Abgänge – Zugänge
| Zugänge               | Team 2011                 | Abgänge                                | Team 2012       |
| --------------------- | ------------------------- | -------------------------------------- | --------------- |
| Matthias Wieneroither | RC ARBÖ Gourmetfein Wels  | Florian Bissinger                      | Team Vorarlberg |
| Seon Ho Park          | Seoul Cycling Team        | Stefan Probst                          | Unbekannt       |
| Tobias Erler          | Tabriz Petrochemical Team | Christoph Täubel                       | Unbekannt       |
| Gyung Gu Jang         | Seoul Cycling (2009)      | Victor Ulzen                           | Unbekannt       |
| René Bauer            | Neoprofi                  | René Bauer (bis 31. Juli)              | Unbekannt       |
| Alexander Dürager     | Neoprofi                  | Christoph Gerstlohner * (bis 31. Juli) | Unbekannt       |
| Benjamin Edmüller     | Neoprofi                  | Thomas Hasibeder (bis 31. Juli)        | Unbekannt       |
| Michael Gogl          | Neoprofi                  | Stefan Matzner * (bis 31. Juli)        | Unbekannt       |
| Stefan Matzner        | Neoprofi                  | Ulrich Öhlböck * (bis 31. Juli)        | Unbekannt       |
| Ulrich Öhlböck        | Neoprofi                  | Rupert Probst * (bis 31. Juli)         | Unbekannt       |
| Alexander Schrangl    | Neoprofi                  |                                        |                 |

## Mannschaft
| Name                  | Geburtstag         | Nationalität |              |
| --------------------- | ------------------ | ------------ | ------------ |
| Alexander Dürager     | 27. November 1984  | Österreich   |              |
| Benjamin Edmüller     | 8. August 1987     | Deutschland  |              |
| Tobias Erler          | 17. Mai 1979       | Deutschland  |              |
| Michael Gogl          | 4. November 1993   | Österreich   |              |
| Philipp Grömer        | 29. Januar 1991    | Österreich   |              |
| Gyung Gu Jang         | 29. Mai 1990       | Südkorea     |              |
| Jakub Kratochvíla     | 26. August 1988    | Tschechien   |              |
| Petr Lechner          | 14. März 1984      | Tschechien   |              |
| Seon Ho Park          | 15. März 1984      | Südkorea     |              |
| Christian Pavitschitz | 24. September 1983 | Österreich   |              |
| Lars Pria             | 31. Januar 1983    | Rumänien     |              |
| Lukas Ranacher        | 25. August 1992    | Österreich   |              |
| Daniel Reiter         | 13. Juli 1991      | Österreich   |              |
| Philip Schinagl       | 9. August 1991     | Österreich   |              |
| Alexander Schrangl    | 10. Mai 1985       | Österreich   |              |
| Stefan Stadler        | 15. Oktober 1986   | Österreich   |              |
| Matthias Wieneroither | 7. Mai 1991        | Österreich   |              |
| Stagiaires            | Stagiaires         | Nationalität | Nationalität |
| Benedikt Kendler      | Benedikt Kendler   | Deutschland  |              |

* Die Fahrer Christoph Gerstlohner, Stefan Matzner, Ulrich Öhlböck und Rupert Probst wurden bei der UCI für die Saison 2012 nicht als Radrennfahrer des Continental Teams registriert.